# 平行遊び
平行遊び（へいこうあそび、英: parallel play）は、幼児の発達に伴って現れてくる遊びの状況の一つで、複数の幼児が同じ場所にいて、同じ遊びをしながらも、相互に関わりを持たない状況のことを言う。並行遊びとも表記する。

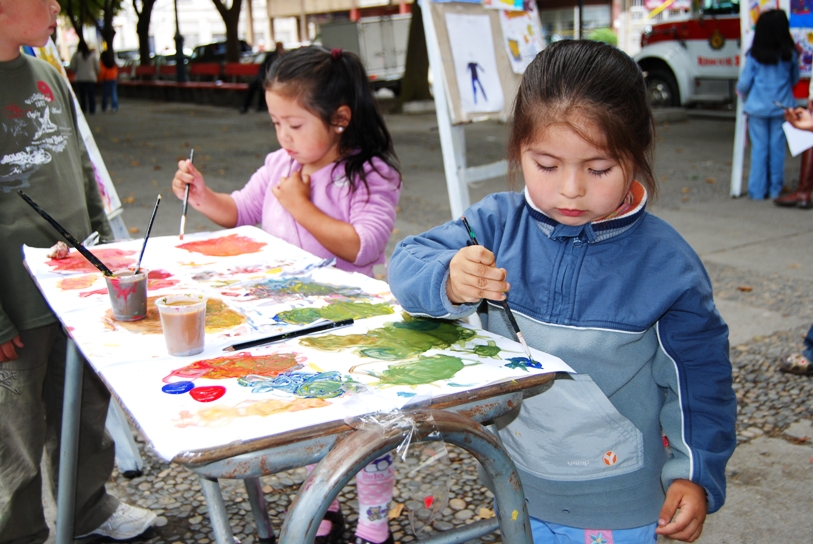
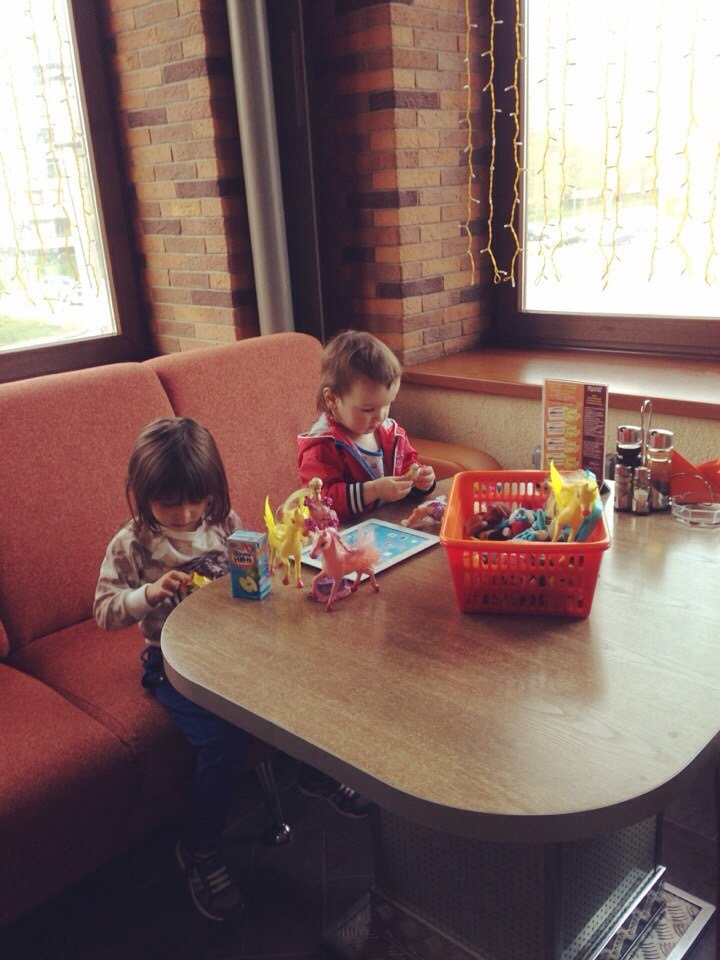

このことを最初に研究報告の形で報告したのは、パーテン（M.B.Parten、1902-1970、1930年代に活躍した発達心理学者、1943年）で、彼は子供が自由に遊んでいる場面での子ども同士の社会的相互交渉を6つの種類を分類した。
これは子どもの発達にともなって現れてくるが、この中の4番目が平行遊びになる。
①何もしない行動(Unoccupied behavior)

②1人遊び(Solitary play)　近くで遊んでいる子どもが使っているのとは異なるおもちゃで1人で遊んでいる。他の子に近づいたり、話しかけたりしない。

③傍観的行動(Onlooker behavior)　他の子の遊びをみている。声をかけたりはするが遊びそのものには入らない。

④平行遊び(Parallel play)　子どもは独立して遊んでいるが、他の子の用いるおもちゃに似たおもちゃで遊ぶ。おもちゃを用いて行う活動は他の子に影響されない。

⑤連合遊び(Associative play)　他の子と遊ぶが、基本的に子どもは自分のやりたいようにやっており、自分の興味をグループに従属させることはしない。

⑥協同あるいは組織的遊び(Cooperative or Organized supplementary play)何らかの目的のもと組織化されたグループで遊ぶ。仕事や役割の分担がある。

パーテンらの研究は長く研究者たちに受け入れられてきたものだが、一部にはカテゴリ分けの仕方などで疑問を呈する声もある。